# Great

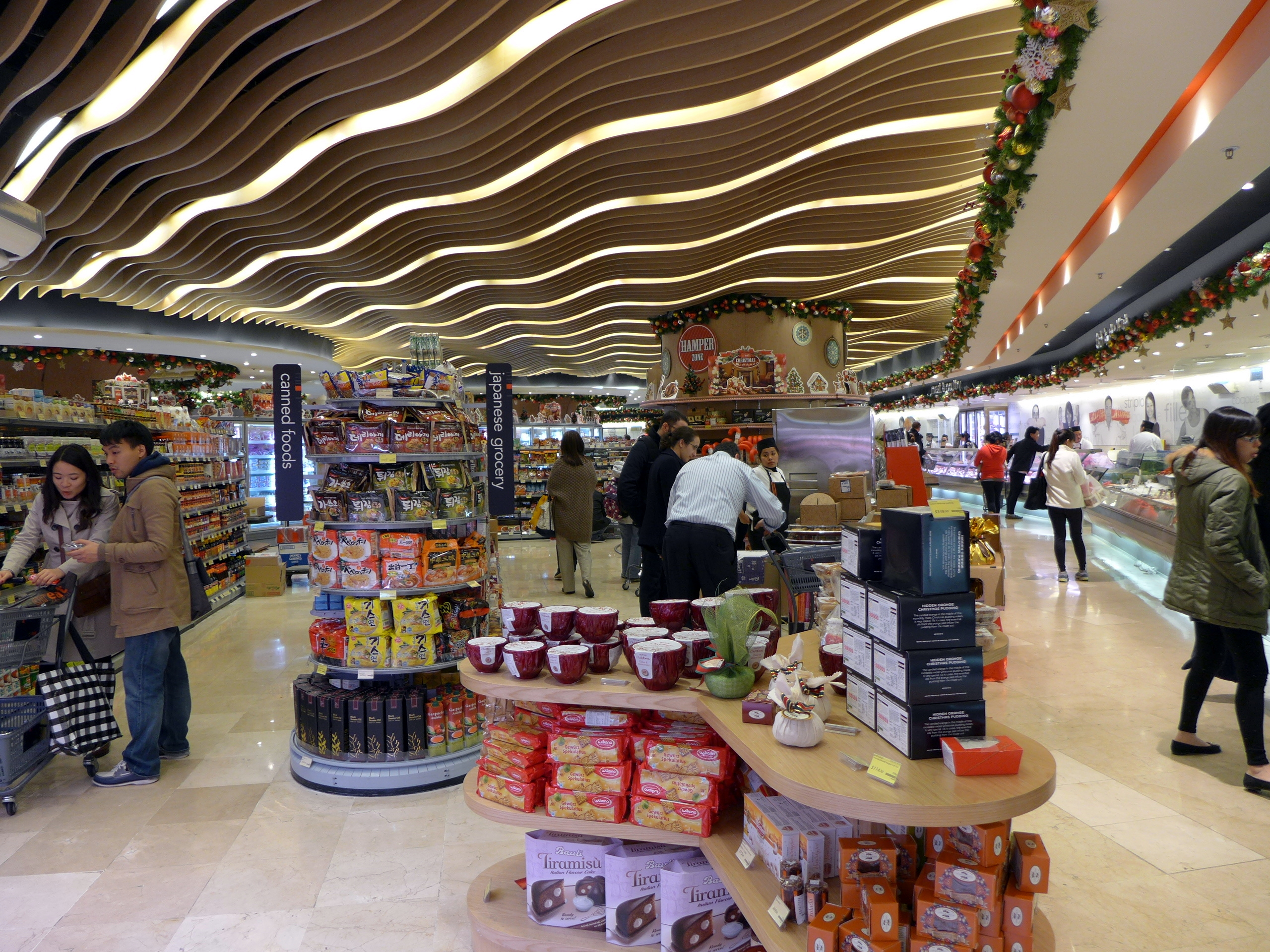
香港金鐘太古廣場分店

Great是長江和記實業旗下屈臣氏集團於香港和中國大陸設立的連鎖超級市場及美食精品店，成立於2000年12月，主要對象是上層階級的消費者，市場定位在百佳、Taste及Gourmet之上，售賣世界各地產品。
現時，Great仅在香港有1間位於金鐘太古廣場地庫之分店。在香港的主要競爭對手為citysuper及牛奶國際旗下的Oliver's The Delicatessen和3hreeSixty。

## 歷史
位於金鐘太古廣場的Great原址分別為佔地20,000呎的百佳超級廣場，以及佔地14,500呎的西武「COO」美食廣場。其後百佳擴充規模至地庫全層，並改成新模式經營。店內出售的產品部份不能在屈臣氏集團旗下其他品牌的超級市場中找到。
2002年11月，Great在九龍塘又一城開設美食精品店，佔地20,000呎，店內以售賣高檔國際食品為主，於芝士、肉類及亞洲特式糖果及雜貨等，該店已於2005年結業。
另外，Great曾於2014年在中國大陸成都國際金融中心開設分店，該店已於2016年3月結業。

## 现时分店
- 香港金鐘太古廣場地庫（營業時間：10:00am-10:00pm）

## 已关闭分店

### 香港
- 香港九龍塘又一城LG2層29號舖（美食精品店，營業時間：10:00am-10:00pm）

### 中國大陸
- 成都春熙路成都國際金融中心（營業時間：10:00am-10:00pm，2016年3月結業）

## 出售產品
Great出售來自全球的產品，包括：
- 來自全球的雜貨
- 新鮮海產
- 來自亞洲及歐洲的產品
- Great Bakery的麵包
- 即叫即造的三文治及沙律
- 環球熟食
- Great Cafe西餐廳（已結業）
- 意大利雪糕店 i-SCREAM（已結業）
- 屈臣氏酒窖出售的酒
- Triple-O's by White Spot快餐店

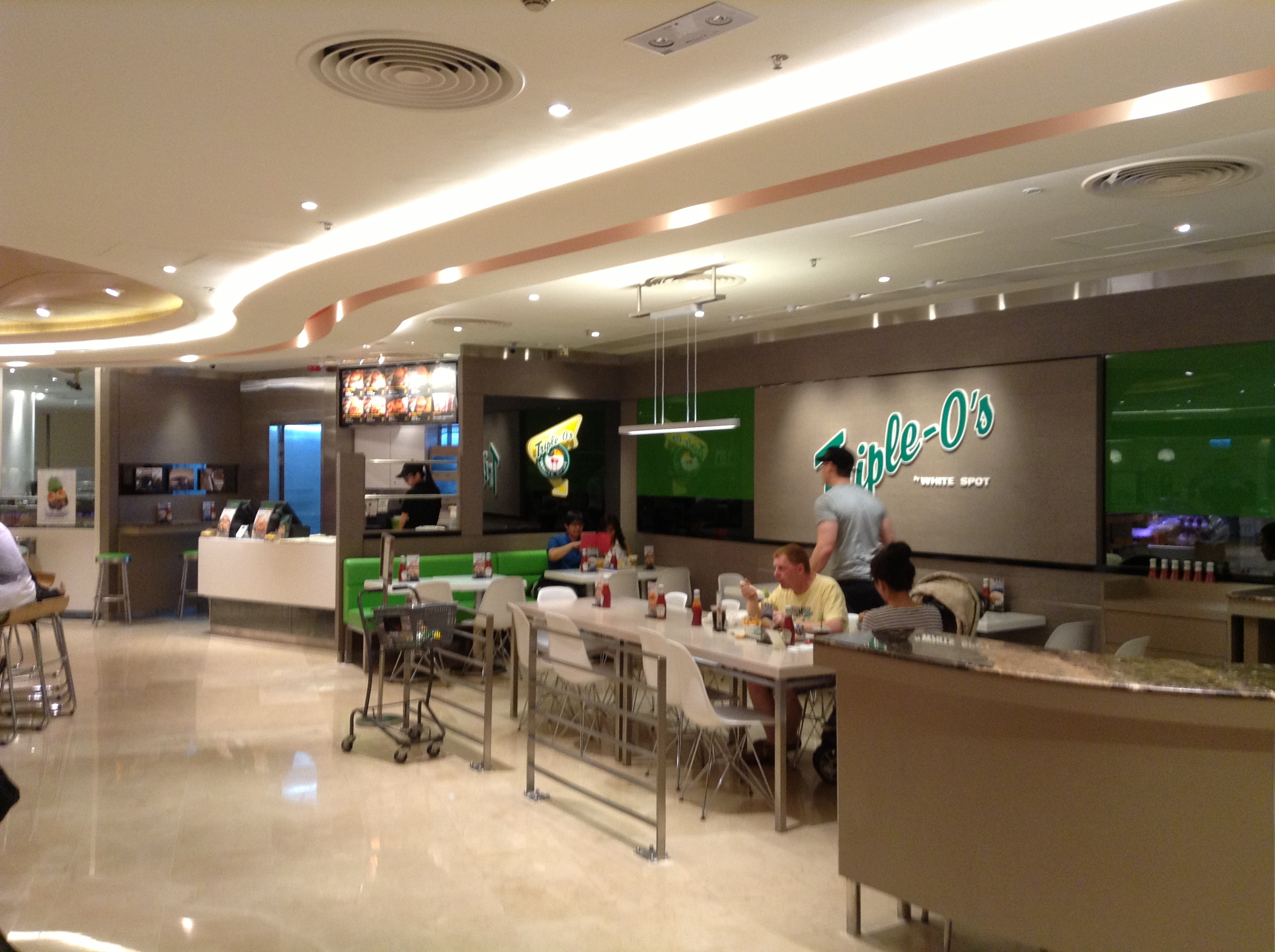
Triple-O's in Great Food Hall

- Godiva專門店（已結業）